# Rogalin
Rogalin è una frazione polacca situata a 20 km da Poznań lungo il fiume Warta.

## Il palazzo
La sua fama è legata all'imponente palazzo barocco del XVIII secolo, un tempo proprietà della famiglia Raczyński; il palazzo ora ospita un museo, la Galleria d'Arte Raczyński o Galeria Rogalinska, nel quale è esposta un'esibizione permanente di dipinti polacchi ed internazionali allestita originariamente nel 1939 per volere di Edward Aleksander Raczyński. Tra gli artisti polacchi qui rappresentati si ricordano Jan Matejko, Jacek Malczewski, Stanisław Wyspiański, Leon Wyczółkowski, Olga Boznańska, Wojciech Weiss; in ambito internazionale Paul Delaroche, Claude Monet, Frits Thaulow, Maurice Chabas, Albert Besnard; oltre ai dipinti, nel museo sono conservati mobili antichi, porcellane ed orologi d'epoca.
Il palazzo di Rogalin è stato costruito tra il 1768 ed il 1815 ed è stata la residenza della famiglia Raczyński tra il 1768 ed il 1939. Nel corso dei suoi oltre due secoli di vita il suo aspetto è cambiato più volte considerevolmente, partendo dallo stile barocco delle origini fino all'aspetto neoclassico attuale.
Il complesso comprende il palazzo e due edifici secondari, un giardino alla francese ed una rimessa per carrozze. L'edificio posto a nord ospita una collezione di oggetti appartenuti ad Edward Raczyński, ultimo presidente polacco del governo in esilio, all'interno di una ricostruzione esatta dell'appartamento londinese dove ha trascorso 26 anni. A poca distanza dal palazzo, verso est, si trova la rimessa per carrozze, che ospita una collezione di cocchi e veicoli d'epoca, di provenienza perlopiù inglese. 
Il giardino alla francese si estende sul lato occidentale del palazzo ed è articolato su più livelli; tra le collinette e le aiuole si estendono scenografici sentieri tra alberi e statue di soggetto mitologico. Nel parco sono state girate molte scene del film The Flood. Nel parco è posta inoltre la chiesa-mausoleo di San Maurizio, realizzata tra il 1817 ed il 1820 come copia del tempio romano di Nîmes (I secolo a.C.). Al suo interno, in una cripta neogotica, sono tumulati Edward Raczyński e la sua famiglia.

## Il parco
Il parco circostante il palazzo, disposto lungo le rive del fiume Warta, ospita le tre querce millenarie (in polacco Dęby Rogalińskie) conosciute come Lech, Čech e Rus.

## L'area protetta

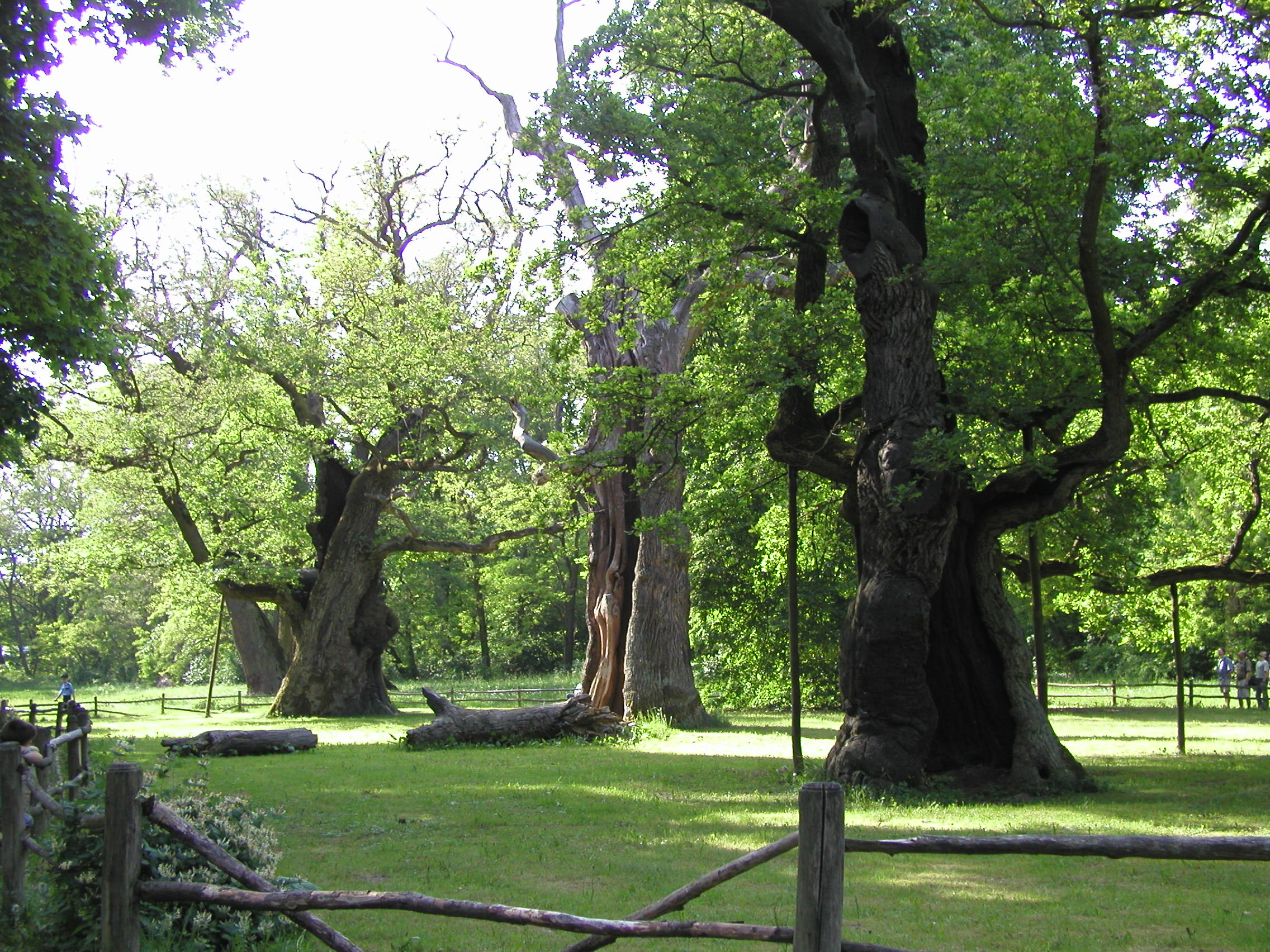
Le querce Lech, Čech e Rus

La maggior parte del territorio della frazione di Rogalin si trova all'interno di un'area protetta, il Parco Nazionale di Rogalin.
Il parco protetto è stato istituito nel 1997 per tutelare un'area che presenta una concentrazione di querce centenarie tra le più alte d'Europa.
A partire dal 1904 gli alberi vengono periodicamente censiti e monitorati; gli ultimi rilevamenti stimano un totale di 1435 querce, di cui 860 considerati monumenti naturali, e le cui circonferenze possono arrivare i 10 metri.
Le tre querce più famose sono ad ogni modo Lech, Czezh e Rus, nomi dei tre personaggi di una famosa leggenda slava; questi tre alberi si trovano nel giardino del Palazzo di Rogalin, e le loro circonferenze misurano rispettivamente 930, 810 e 670 cm.
Nella porzione di parco lungo le sponde del fiume Warta invece la quercia più famosa, chiamata Edward, ha una circonferenza di 650 cm
Nel parco paesaggistico è compresa anche la Riserva Krajkowo, che comprende parte del bacino del Warta e dei suoi affluenti. La riserva ha un'estensione di 161 ettari ed oltre ai corsi d'acqua comprende le foreste e le zone paludose limitrofe; tra queste si ricordano la Czaple Bagno (palude degli aironi) e la Małe Bagno (palude piccola), che registrano al loro interno una delle più consistenti popolazioni di aironi cenerini